# Salt Lake 2002
Salt Lake 2002 är det officiella datorspelet för olympiska vinterspelen 2002, som avgjordes i Salt Lake City, Utah, USA. Det utvecklades av ATD och utgavs av Eidos (DC Studios Inc./Ubisoft till Game Boy Advance), det släpptes till Windows, Playstation 2 och Game Boy Advance.
Efter framgången med Sydney 2000, skaffade sig Eidos återigen olympisk licens med ATD. Spelet använder samma grafikstil och presentation som föregående spel, bara med fler detaljer. Men medan Sydney 2000 sålde bra och fick bra kritik, gjorde Salt Lake 2002 inget av dessa. Bristen på populära tävlingar som längdskidåkning, skidskytte, hastighetsåkning på skridskor och konståkning, och bara sex olika tävlingar (där tre innehåller portar) gjorde att spelet floppade.

## Struktur
Spelet har fyra varianter: Olympic, Tournament, Classic och Time Trial. I Olympic kan man tävla direkt, till skillnad från Sydney 2000 där man tvingades kvala in till spelen. Varje spelares vinster, och priser/medaljer kan ses i ett prisrum.
Spelets tävlingar är ganska olika. Störtlopp och slalom är tämligen simulerade och spelbara (man kan åka störtlopp i förstapersonsperspektiv, och på enklare nivåer diskvalificeras man inte i slalom om man missar en port), i backhoppning och bobsleigh är resultaten i allmänhet svåra att förutse, och spelet svårt att kontrollera.

## Tävlingar
- Störtlopp för herrar
- Slalom för damer
- Freestylehopp för damer
- Backhoppning för herrar, K 120 individuellt
- Tvåmannabob för herrar
- Parallellstorslalom med snowboard för herrar